# Смит, Зэди
Зэди Смит (англ. Zadie Smith, собственно Sadie Smith, 27 октября 1975, Лондон) — английская писательница.

## Биография
Зэди Смит, названная при рождении Сэди, родилась в Бренте. Её мать, Ивонн Бэйли (Yvonne Bailey) — родом с острова Ямайка и переехала в Англию в 1969 году. Отец, Харви Смит (Harvey Smith) — англичанин. Поскольку брак, в котором родилась Зэди, был вторым для её отца, у нее есть сводные брат и сестра. Кроме того, у неё есть два младших брата: рэпер и стэнд-ап комик Док Браун (Doc Brown) и Люк Скиз (Luc Skyz), также строящий карьеру в рэп-музыке. В детстве она увлекалась чечёткой, позже была актрисой в музыкальном театре. Во время учёбы в университете подрабатывала в качестве джазовой певицы и хотела работать в сфере журналистики.
В возрасте 14-ти лет она сменила имя на «Зэди». В подростковом возрасте пережила развод родителей. Закончила Кембриджский университет по специальности «английская литература». Начала публиковать рассказы ещё студенткой. Пишет эссе о литературе, кино, современной музыке.

## Личная жизнь
Замужем за писателем Ником Лэрдом. У них двое детей.

## Карьера
В 1997 году ещё неоконченная рукопись романа «Белые зубы» была представлена издательскому миру. Аукцион на право издания романа выиграл издательский дом Хэмиш Гамильтон (Hamish Hamilton). Смит закончила работу над романом в последний год своего обучения в Кэмбридже. Книга увидела свет в 2000 году и сразу же стала бестселлером, получив международную известность и завоевав ряд наград. В 2002 году Channel 4 выпустил на её основе сериал.
Впоследствии Зэди Смит признавалась в интервью, что шумиха вокруг её первой книги вызвала у неё творческий кризис. Однако, выпущенный в 2002 году второй роман «Собиратель автографов» имел коммерческий успех несмотря на то, что критиками он был принят более прохладно, чем «Белые зубы».

## Романы
- «Белые зубы»[англ.] (англ. White Teeth), 2000 год. Премия Коста за дебютный роман, мемориальная премия имени Джеймса Тейта Блэка, Guardian First Book Award[англ.].
- «Собиратель автографов» (англ. The Autograph Man), 2002 год.
- «О красоте» (англ. On Beauty), 2005 год. Вошел в шортлист премии Букера, 2005. Удостоен в 2006 году премий Сомерсета Моэма и премии Оранж.
- «Martha and Hanwell», 2005 год.
- «NW»,  2012 год.
- «The Embassy of Cambodia», 2013 год.
- «Время свинга» (англ. «Swing Time»), 2016 год.

## Рассказы
- «Хэнвелл в аду»
- «Девчонка с челкой»

## Признание
Дебютный роман Зэди Смит был назван «первой литературной сенсацией нового тысячелетия». Все три её романа стали бестселлерами, они удостоены нескольких премий, переведены на ряд языков.

## Публикации на русском языке
- Белые зубы. М.: Издательство Ольги Морозовой. 2005. — 672 с. — ISBN 5-98695-011-9
- Собиратель автографов. М.: Издательство Ольги Морозовой; СПб.: Амфора. ТИД Амфора. 2006. — 494 с. ISBN 5-367-00136-X
- О красоте. М.: Издательство Ольги Морозовой, 2010. — 560 c. — ISBN 978-5-98695-053-2
- Время свинга. М.: Эксмо, 2018. — 510 с. — ISBN 978-5-04-090843-1
- Северо-Запад. М.: Эксмо, 2020. - 416 с. - ISBN 978-5-04-112048-1